# Пушер (филм из 1996)
Пушер (дан. Pusher) или Дилер дански је криминалистички филм из 1996. године који је режирао 
Николас Вајндинг Рефн. Главне улоге тумаче Ким Боднија, Мадс Микелсен, Славко Лабовић и Златко Бурић.
Пушер је жаргонски израз који представља дилера који непосредно растура дрогу њеним уживаоцима, односно последњу карику у ланцу дистрибуције дроге.

## Радња
Радња се одвија у Копенхагену током седам дана. Догађаји су раздвојени монтажама са називом дана у недељи.
У понедељак ујутру, Френк и Тони гурају кокаин младићу који тврди да је много пута раније куповао дрогу. Пар га спретно омота око прстију, остављајући само мали део пакета са робом за скоро пуну суму новца. Након што су накратко свратили код Франкове девојке Вика, остатак дана проводе у опијању уз шале и заједничке шале.
Франк се у уторак састаје са својим бившим цимером из ћелије, Швеђанином Хасеом, који тражи да му што пре набави 200 грама хероина. Френк се окреће локалном дилеру дроге, гостољубивом Србину Милу. Френк му је дуговао 50 хиљада данских круна, али из старог пријатељства, Мило ипак пристаје да набави лек, под условом да му после договора Франк одмах исплати.
У среду поподне, Френк и Тони се глупирају чекајући да Хасе стигне на паркинг иза локалног супермаркета. Швеђанин позива гурача у свој ауто и излази са сигурног паркинга на прометне улице. Изненада, полицијски ауто прекида саобраћај и Френк бежи свом снагом. Пре хапшења, успева да баци хероин у бару, ослобађајући се јединог доказа против себе.
У четвртак ујутру, полицајци су приморани да пусте Френка, али пре него што то ураде, покажу гурачу папира признање његовог партнера, Френка Тонија. На слободи, трговац пре свега посећује Мила и прича о неуспеху трансакције, обећавајући да ће одмах вратити 50 хиљада и платити у потпуности за недељу дана. Фрустрирани гурач тада проваљује у бар где ништа не сумњајући Тони седи за шанком и туче пријатеља бејзбол палицом. После тога, Френк и Милов човек Радован, на пријатељски разговор, у коме Србин Данцу саопштавају своју тајну жељу – да отвори свој ресторан – одлазе код дугогодишњег дужника наркодилера. Суочен са избором: вратити новац или опљачкати банку, наркоман који је изгубио наду не налази други излаз осим да пуца из пушке Радовану у главу. Френк проводи остатак дана са Виком. Проститутка сама узима хероин, а дилер пуши цигарету испред треперећег ТВ екрана. 
У петак, Френк покушава да позове Риту, курира за дрогу који би требало да испоручи 100 грама хероина дилеру - последњу наду да отплати своје дугове. Франк сазнаје да његова роба неће стићи до суботе ујутро.
Рита је изневерила дилера дајући му соду бикарбону уместо дроге. Радован даје дилеру последњи предах - неколико сати пре краја дана. Френк махнито путује по граду, отплаћује дугове, а у очају чак тражи и новац од своје мајке. Сакупивши 59 хиљада, посећује Мила, али љути Србин, уморан од Франкових изговора, само наређује да мучи дилера. Пушер успева да побегне од Миловог стана и дође до Виковог стана.
Последњег дана у недељи, Френк одлучује да побегне из Данске и позива Вика да оде са њим. Дилер склапа последњи договор и прави планове за живот у Шпанији, када долази неочекивани позив од Мила, који обећава да ће Франку опростити дуг и непотпун износ. Дилер обавештава Вика да бораве у Копенхагену, а проститутка украде прикупљених 70 хиљада од Френка. На крају недеље, дилер стоји у тами ноћи и гледа за таксијем који је отишао, замишљајући неизбежну бруталну одмазду.

## Улоге
| Глумац               | Улога             |
| -------------------- | ----------------- |
| Ким Боднија          | Франк             |
| Лаура Драсбек        | Вик               |
| Мадс Микелсен        | Тони              |
| Златко Бурић         | Мило              |
| Славко Лабовић       | Радован           |
| Вања Бајичић         | Бранко            |
| Петер Андерсон       | Хасе              |
| Томас Огрен          | Мортен            |
| Лисбет Расмусен      | Рита              |
| Томас Бо Ларсен      | наркоман          |
| Левино Јенсен        | Мајк              |
| Лисбет Расмусен      | Рита              |
| Николас Виндинг Рефн | Брајан            |
| Гордон Кенеди        | Андерс „Шкорпион” |